# Angela Kokola
Angela Kokola, gr. Αγγέλα Κοκκόλα (ur. 13 lipca 1932 w Larisie, zm. 16 grudnia 2017) – grecka polityk i urzędniczka państwowa, posłanka do Parlamentu Europejskiego IV kadencji.

## Życiorys
Absolwentka PIERCE – The American College of Greece, a także szkoły turystycznej. Pracowała m.in. jako urzędniczka w Parlamencie Hellenów. Od lat 60. należała do najbliższych współpracowników Jeorjosa Papandreu i jego syna Andreasa Papandreu. W latach 80., gdy drugi z nich pełnił funkcję premiera, kierowała jego biurem. Od 1994 do 1999 sprawowała mandat eurodeputowanej z ramienia Panhelleńskiego Ruchu Socjalistycznego, wchodząc w skład frakcji socjalistycznej. Pracowała m.in. w Komisji ds. Praw Kobiet. W 2015 wsparła nowe ugrupowanie To Kinima, które założył Jorgos Papandreu.